# Sericania gilgitensis
Sericania gilgitensis är en skalbaggsart som beskrevs av Ahrens 2004. Sericania gilgitensis ingår i släktet Sericania och familjen Melolonthidae. Inga underarter finns listade i Catalogue of Life.